# Xylocopa clarionensis
Xylocopa clarionensis är en biart som beskrevs av Hurd 1958. Xylocopa clarionensis ingår i släktet snickarbin, och familjen långtungebin. Inga underarter finns listade i Catalogue of Life.